# Margarita Ledo Andión
Margarita Ledo Andión (Castro de Rei, 5 de febrer de 1951) és una periodista, escriptora i cineasta gallega.

## Biografia
Va estudiar Filosofia i Lletres a la Universitat de Santiago de Compostel·la, carrera que no va arribar a acabar. Militant de la Unión do Povo Galego, les seves activitats polítiques nacionalistes van forçar el seu exili a Portugal (1974-1976), on va treballar com a lectora de gallec a la Universitat de Lletres de Porto. Es va titular en periodisme a Barcelona. Va ser directora del setmanari A Nosa Terra entre 1977 i 1980 i va realitzar nombroses investigacions sobre la premsa gallega.
Es va doctorar en Ciències de la Informació per la UAB (Universitat Autònoma de Barcelona) el 1986. Va ser professora de la Universitat Autònoma de Barcelona (1983-1991) i professora de la Facultat de Ciències de la Informació de la Universitat de Santiago de Compostel·la des de 1991, de la qual va ser degana (1992-1996). Des de març de 2008, és membre de la Reial Acadèmia Galega.
Com a escriptora, va publicar la seva primera obra, el poemari Parolar cun eu, cun intre, con inseuto, el 1970, al qual va seguir O corvo érguese cedo el 1973. Va publicar també el llibre de relats Mama-fé (1983) i les novel·les Trasalba ou Violeta i o militar morto (1985) i Porta blindada (1990).
El 2004 va dirigir el seu primer llargmetratge documental, Santa Liberdade (sobre el segrest pel Directori Revolucionari Ibèric d'Alliberament del vaixell Santa María el 1961, que van rebatejar com a Santa Libertade), al qual van seguir Hai que botalos (2005), Liste pronunciado Líster (2007), A cicatriz branca (2012) i Manuel María: Eu son fala e terra desta miña terra (2016). El 2020 va dirigir Nación, un llargmetratge documental sobre la lluita de les obreres de la fàbrica de ceràmica Pontesa després del seu tancament a Pontevedra l'any 2001, editat amb arxius documentals, testimonis de les treballadores i escenes de ficció. L'obra va aconseguir el Premi especial a la millor direcció de la pel·lícula espanyola que tingui la seva estrena nacional o mundial, al Festival de Cinema Europeu de Sevilla de 2020, així com també va aconseguir el distintiu «especialment recomanat per al foment de la igualtat de gènere» que atorga l'Institut de la Cinematografia i de les Arts Audiovisuals (ICAA) per a les pel·lícules que es distribuiran comercialment en sales.

## Obra literària

### Poesia
- Parolar cun eu, cun intre, con inseuto (1970).
- O corvo érguese cedo (1973).
- Linguas mortas : serial radiofónico (1989), amb fotografies d'Anna Turbau.

### Narrativa
- Mama-fe (1983), relatos.
- Trasalba ou Violeta e o militar morto (1985), novela.
- Porta blindada (1990), novela.
- Historias como Barcelona (1991).

### En obres col·lectives
- Vía Durruti, ano trinta e seis, en Caderno de viaxe (1989).
- Interior do mundo, en Sede Central. Relatos 2 (1990).
- Renda do muro en Contos eróticos / elas (1990).

### Assaig
- Prensa e galeguismo (1982).
- Foto-xoc e xornalismo de crise (1988).
- O diario postelevisivo (1993).
- Documentalismo fotográfico contemporáneo (1994).
- Documentalismo fotográfico : éxodos e identidad (1998).
- Del Cine-Ojo a Dogma 95 : paseo por el amor y la muerte del cinematógrafo documental (2003).
- Cine de fotógrafos (2005).
- Comunicación local no espazo lusófono (2007).